# Björn Borg
Björn Rune Borg (phát âm tiếng Thụy Điển: [bjœːɳ bɔrj] ⓘ; sinh ngày 6 tháng 6 năm 1956 tại Stockholm, Thụy Điển) là vận động viên quần vợt nổi tiếng người Thụy Điển. Björn Borg được xem là tay vợt xuất sắc nhất trong thập niên 1970. Ông đã giành được 11 danh hiệu Grand Slam trong 9 năm thi đấu chuyên nghiệp, trong đó có 6 danh hiệu Pháp Mở rộng và 5 danh hiệu Wimbledon. Ông cùng với danh thủ Roger Federer đang giữ kỷ lục vô địch Wimbledon đơn nam 5 năm liên tiếp.

## Thời niên thiếu
Björn Borg sinh tại Södertälje, một thị trấn nhỏ gần Stockholm, Thụy Điển, ngày 6 tháng 6 năm 1956. Anh là người con duy nhất của ông Rune Borg và bà Margareta. Năm lên 9 tuổi, Borg được bố mua cho cây vợt đầu tiên, và chỉ 6 năm sau, anh đã chuyển sang thi đấu chuyên nghiệp.

## Sự nghiệp thi đấu chuyên nghiệp
Björn Borg thu được những thành công ngay từ lúc bắt đầu sự nghiệp. Năm 15 tuổi, Borg đã đại diện cho đội tuyển quần vợt nam Thụy Điển tham dự trận đấu với đội New Zealand tại giải Cúp Davis và có được chiến thắng đầu tiên. Cho đến khi giã từ sự nghiệp, Borg không thua một trận đấu nào trong khuôn khổ Cúp Davis.
Ở tuổi 16, Björn Borg tham dự giải Wimbledon lần đầu tiên trong đời và ngay lập tức lọt đến tận vòng tứ kết. Năm 1974, Borg giành danh hiệu Grand Slam đầu tiên tại giải Pháp mở rộng. Björn Borg là tay vợt trẻ nhất khi đó từng giành được một Grand Slam. Năm sau đó Bjorn bảo vệ thành công chức vô địch Pháp Mở rộng, đánh bại Guillermo Vilas trong trận chung kết. Năm 1976, Björn Borg giành được chức vô địch Wimbledon đầu tiên trong sự nghiệp sau khi đánh bại tay vợt nổi tiếng Ilie Năstase. Chiến thắng này mở đầu chuỗi 41 trận đơn nam bất bại tại Wimbledon (5 giải vô địch liên tiếp), kéo dài cho đến tận năm 1981 của Borg. Björn Borg cũng giành được thêm 4 chức vô địch nữa tại Pháp mở rộng vào các năm 1978, 1979, 1980, 1981, giúp ông trở thành tay vợt duy nhất trong lịch sử đoạt được 6 chức vô địch giải đấu này.
Giải chung kết Wimbledon năm 1980 giữa Björn Borg và tay vợt Mỹ John McEnroe đã đi vào lịch sử là một trong những trận hay nhất ở Wimbledon. Borg thắng với tỷ số 1-6, 7-5, 6-3, 6-7(16), 8-6. Trong ván giải huề (tie breaker) ở cuối hiệp thứ tư, Borg và McEnroe chơi cả thảy 34 điểm với Borg được 5 điểm vô địch (championship point) nhưng vẫn thua McEnroe hiệp này.
Nhưng với tất cả những thành công đó, Björn Borg không thắng được giải Mỹ Mở rộng (US Open). Ông vào chung kết 4 lần những năm 1976, 1978, 1980, 1981 nhưng đều thua cả bốn. Hai lần đầu thua tay vợt Mỹ kình địch nổi tiếng của ông thời đó là Jimmy Connors, và hai lần sau thua John McEnroe.
Sau khi thua John McEnroe liên tiếp hai giải lớn là Wimbledon và Mỹ Mở rộng năm 1981, Björn Borg tuyên bố giải nghệ năm 1982 ở tuổi 26. Tuyên bố gây chấn động làng quần vợt thế giới.

## Lối chơi bóng đặc biệt
Björn Borg có lối chơi bóng khác hẳn các tay vợt thời đó. Ông không chơi theo lối quần vợt "cổ điển" mà phát minh ra các cách chơi cho tới nay vẫn được noi theo. Đặc thù nhất của ông là cú tay thuận xoáy trên (topspin forehand) thần sầu và cú trái tay hai tay (two-handed backhand) cũng với rất nhiều xoáy trên. Với hai cú độc đáo đó cộng với tốc độ di chuyển trên sân, Björn Borg thống trị trên các sân đất nện vào thập niên 1970. Hầu như không ai thắng Björn Borg trên sân đất nện thời đó ngoại trừ hai lần Borg thua tay danh thủ Ý là Adriano Panatta tại giải Pháp Mở rộng.